# SVCD

Logo SVCD

Super Video Compact Disc (SVCD) – standard nagrywania płyt bardzo podobny do VCD, ale o wiele nowszy. Główną różnicą między tymi jest jakość obrazu.
Na standardowej płycie (74/80 min) w standardzie SVCD można zmieścić od 35 do 60 minut nagrania w dobrej jakości, do 2 ścieżek audio (stereo) oraz 4 zestawów napisów do wyboru.
Płyty odtwarzane są na większości odtwarzaczy DVD oraz w komputerach osobistych wyposażonych w CD-ROM bądź DVD-ROM, za pomocą odpowiedniego dekodera. W standardzie SVCD można także używać menu oraz rozdziałów, podobnych do tych używanych na DVD.
Ze standardem SVCD łączy się także CVD (starszy).
| Obraz (PAL)                        | 480x576 lub 704x576, 25 fps                                            |
| Obraz (NTSC)                       | 480x480 lub 704x480, 29,97 fps                                         |
| Kompresja wideo                    | MPEG2                                                                  |
| Bitrate obrazu                     | ~2520 kbps                                                             |
| Kompresja audio                    | Do dwóch ścieżek MPEG1 lub MPEG2 lub Jedna ścieżka wielokanałowa MPEG2 |
| Bitrate audio                      | ~224 kbps                                                              |
| Zużycie procesora                  | Duże                                                                   |
| Kompatybilność z odtwarzaczami DVD | Dobra                                                                  |